# Публий Деций Субулон
Публий Деций Субулон (на латински: Publius Decius (Subulo) e политик на Римската република през края на 2 век пр.н.е. Произлиза от фамилията Деции, клон Субулон.
През 120 пр.н.е. той е народен трибун. Неговите колеги са Луций Калпурний Бестия и Гай Лициний Нерва. Консули тази година са Публий Манилий и Гай Папирий Карбон. Същата година е процеса против Луций Опимий, убиецът на Гай Гракх, когато е съден за убийства на римски граждани без съд.
През 115 пр.н.е. Субулон е претор при консула Марк Емилий Скавър. Цицерон го определя като оратор.